# 硝酸乙酸酐
硝酸乙酰酯（又称硝酸乙酸酐）是一种有机化合物，化学式为CH3C(O)ONO2。它是硝酸和乙酸的混合酸酐。它是具爆炸性的无色液体，在潮湿空气中会发烟。

## 合成和反应
它由乙酸酐和五氧化二氮或硝酸制备：
(CH3CO)2O  +  HNO3   →  CH3C(O)ONO2  +  CH3COOH
它在潮湿空气中灰水解成乙酸和硝酸。
它用于一些硝化反应和硝解反应。它能乙酰化胺类，行为类似于乙酰氯：
{\displaystyle {\ce {2NH3 + CH3C(O)ONO2 -> NH4NO3 + CH3CONH2}}}